# Other Worlds (rivista)

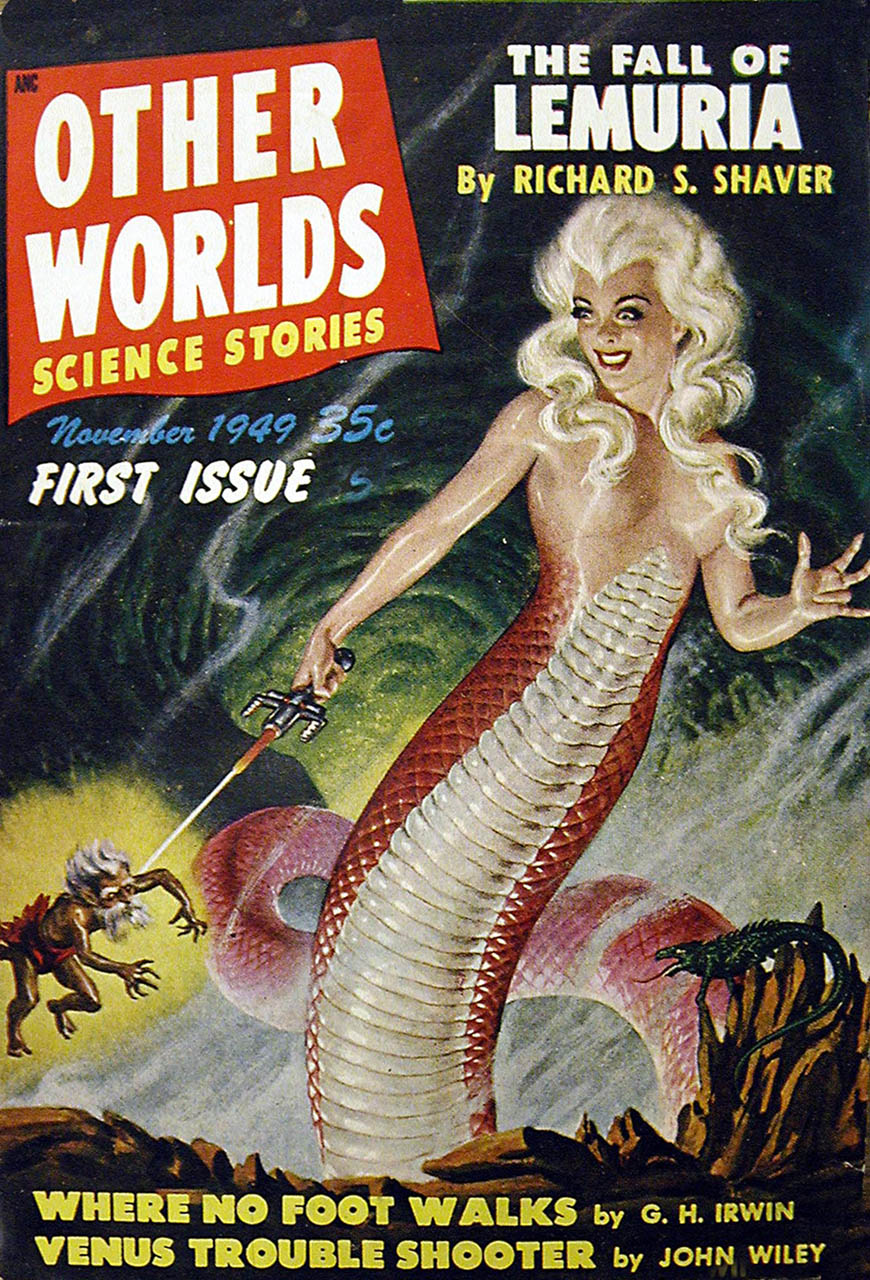
La copertina del primo numero di Other Worlds, novembre 1949.

Other Worlds Science Stories (normalmente chiamata dai lettori solo Other Worlds) è stata una rivista pulp di fantascienza statunitense diretta da Raymond A. Palmer con Bea Mahaffey e pubblicata dalla Clark Publishing a Evanston (Illinois) dal 1949. Venduta per 35 centesimi, la pubblicazione in formato digest fu bimestrale fino al settembre 1950, uscì ogni sei settimane fino ad ottobre 1952 e divenne quindi mensile.
Il primo numero, datato novembre 1949, fu accreditato al curatore editoriale Robert N. Webster, uno degli pseudonimi di Palmer, dato che era a quel tempo ancora impiegato da Ziff-Davis, come curatore di Amazing Stories e di Fantastic Adventures. Other Worlds fece il suo debutto pubblicando The Fall of Lemuria di Richard S. Shaver, Where No Foot Walks di G. H. Irwin e Venus Trouble Shooter di John Wiley.
A seguito di un incidente occorsogli nel 1953, Palmer sospese Other Worlds con il 31º numero (luglio 1953). Il titolo fu in seguito ripreso dallo stesso Palmer dal 1955 per alcune altre riviste, accostando sempre più alla fantascienza articoli di argomento ufologico, fino al 1958.